# Amiga 3000

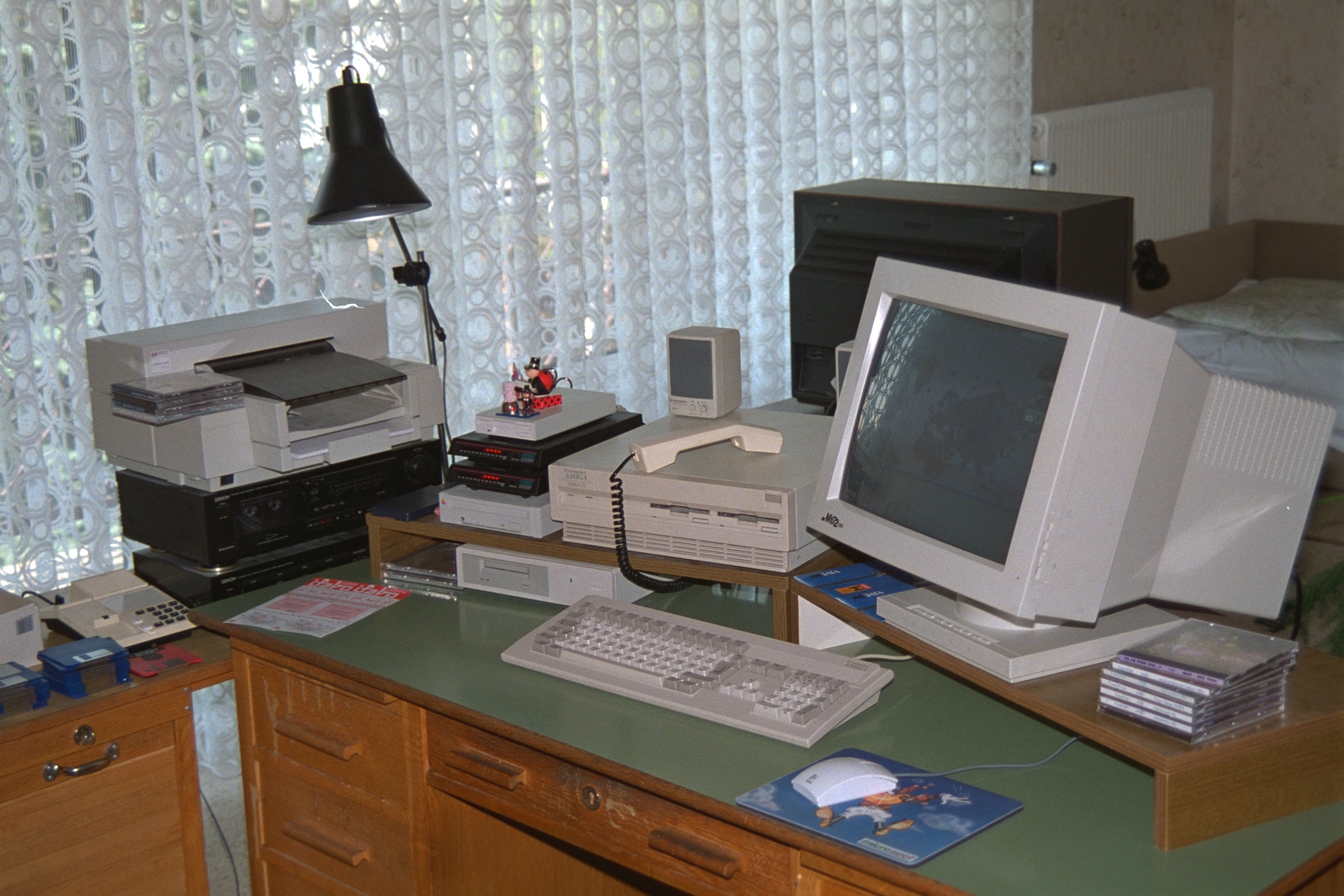
Mailbox auf einem Amiga 3000 (1994)

Der Amiga 3000 ist ein Computer aus der Amiga-Serie, hergestellt zwischen 1990 und 1992 von der Firma Commodore.
Er ist eine technische Weiterentwicklung des Amiga 2000 und hatte bereits SCSI- und Zorro-3-Steckplätze. Bei den ersten ausgelieferten Modellen wird das Kickstart-ROM ähnlich dem Amiga-Urvater A1000 als Datei von Festplatte geladen – im Gegensatz zu den übrigen Amiga-Modellen, bei denen dieser Teil des Betriebssystems im ROM sitzt.
Später wurde auch der Amiga 3000 nur noch mit Kickstart auf ROMs ausgeliefert. Hierzu wurde aber, im Gegensatz zum Amiga 500 oder Amiga 2000, das Kickstart in zwei ICs untergebracht, da die CPU des Amiga 3000 einen 32 Bit breiten Datenbus verwendet.

## Technische Ausstattung
- CPU: Motorola 68030 / 25 MHz oder 16 MHz
- FPU: Motorola 68882 oder Motorola 68881
- Chipsatz: ECS
- SCSI-1-Schnittstelle (maximal 5 MByte/s Durchsatz)
- eingebauter Flickerfixer (Amber) zur flimmerfreien Wiedergabe der Interlace-Modi und für den direkten Anschluss eines herkömmlichen VGA-Monitors
- vier interne Zorro-III-Slots (vergleichbar mit den späteren PCI-Slots im PC)
- zwei ISA-Slots (inline) für Brückenkarten
- Video-Slot für Genlock oder andere Videokarten
- Betriebssystem: AmigaOS 2.x (später offiziell aufrüstbar nach AmigaOS 3.1 durch Tausch der ROMs)
- Kickstart-ROM: Anfangs mit Superkickstart: Bootstrap-ROM (Kickstart 1.4 beta) mit Bootmenü für Kickstart 1.3 oder 2.x von Festplatte oder Diskette, später wurde das Kickstart als ROM mit der Version 2.0 fest eingebaut. Kickstart 3.1 lässt sich nachrüsten. Bei Modellen, welche das Kickstart in der Festplatte hinterlegt haben, geschieht das Update während der Installation von Workbench 3.x
- Maximaler Speicherausbau on-Board 16 MByte FastRAM (für Programme) und 2 MByte Chip-RAM (für Grafik- und Sounddaten). Das RAM kann durch ZIP- oder DIP-DRAM erweitert werden.
- Interner Steckplatz für CPU-Karten (meist Turbokarten genannt). Damit kann man die interne 68030-CPU abschalten und diese durch die CPU auf der Turbokarte ersetzen. Auf diesen Turbokarten sind oft noch andere Erweiterungen zu finden wie zum Beispiel ein schnellerer SCSI-Port, schnelles RAM und eine direkte Anbindung an eine optionale Grafikkarte. Somit ist es möglich, einen A3000 mit einer Turbokarte auszustatten, wie zum Beispiel der Cyberstorm-Serie von Phase5, die mit der 68040- oder der 68060-CPU und 4 MByte bis 128 MByte RAM bestückt ist. Bei einer PPC-Karte, die ebenfalls von Phase5 produziert wurde, ist es möglich, eine voll 3D-taugliche Grafikkarte direkt auf der PPC-Karte anzuschließen.
- Den Amiga 3000 gibt es auch als Tower-Version Amiga 3000T; die Hauptunterschiede sind das größere Gehäuse und fünf Zorro-III-Slots; vier ISA-Slots (zwei davon inline mit Zorro)

## Modellausführungen
Den Amiga 3000 gibt es sowohl als Desktop- als auch als Tower-Ausführung (Amiga 3000T, zunächst auch A3500 genannt). Weiterhin gibt es die Version Amiga 3000UX, die zusammen mit UNIX System V Release 4 auf den Markt kam.
Unter der Modellbezeichnung Amiga 3000+ existieren lediglich wenige Prototypen als Weiterentwicklung des Amiga 3000. Diese verfügen über einen digitalen Signalprozessor sowie den erst in den späteren Modellen A1200 und A4000 in Serie eingesetzten AGA-Chipsatz. Die Entwicklung wurde zugunsten des Nachfolgemodells Amiga 4000 eingestellt, bevor das Projekt Marktreife erlangte.

## Trivia
In der 250. Folge der Fernseh-Kriminalserie Tatort mit Götz George in der Hauptrolle als Kommissar Horst Schimanski, die 1991 unter dem Titel "Kinderlieb" in der ARD ausgestrahlt wurde, verwendet die von Chiem van Houweninge gespielte Figur des Hänschen von der Duisburger Kriminalpolizei bei ihren Ermittlungen einen Amiga 3000 in der Desktop-Modellausführung. Zu sehen ist der Rechner nach ca. sieben Minuten und 40 Sekunden und nochmals nach ca. 28 Minuten und 25 Sekunden.